# المسح على الجبيرة
المسح على الجبيرة هي رخصة جائزة بدلًا من غسل عضو مصاب في الوضوء وفق شروط محددة لذلك. والمسح لغةً: إمرار اليد على الشيء. وشرعاً: أن يصيب البلل خفاً مخصوصاً في زمن مخصوص. والجبيرة هي الرباط الذي يربط به العضو المريض، ولا يشترط أن يكون مشدودًا بأعواد من خشب أو جريد، كما لا يشترط أن يكون العضو مكسورًا بل أن يكون مريضًا سواء كان مكسورًا أو مرضوضًا أو به ألام مفصلية أو نحو ذلك. أو هي الدواء الذي يوضع فوق العضو ويخاف الضرر من نزعه.

## دليله
دليل جواز المسح على الجبيرة ما روي عن علي بن أبي طالب  أنه قال: «انكسرت إحدى زندي فسألت النبي صلى الله عليه وسلم فأمرني أن أمسح على الجبائر»، ولأنه ملبوس يشق نزعه.

## كيفيته
- إذا وضعها على طهارة وبقدر الحاجة: غسل الصحيح ومسح عليها وأجزأه ذلك دون تيمم.[ا]
- إذا وضعها على طهارة وزادت عن قدر الحاجة: غسل الصحيح وتيمم عما تحتها ومسح عليها وأجزأه ذلك.[ب]
- إذا وضعها على غير طهارة وخاف من نزعها ضرراً، أو كان الجرح مكشوفاً: وجب عليه غسل الصحيح وتيمم عما تحتها ولا مسح عليها.[ج]

أما حكم الطهارة مع المسح أو التيمم، فهي صحيحة ولا إعادة للصلاة، لما روى عمران بن الحصين رضي الله عنه: «أن رسول الله صلى الله عليه وسلم رأى رجلًا معتزلًا لم يصلِّ في القوم فقال يا فلان ما منعك أن تصلي في القوم فقال: يا رسول الله أصابتني جنابة ولا ماء فقال: عليك بالصعيد فإنه يكفيك». وفي رواية أخرى تجب إعادة الصلاة مع التيمم، لأنه صلى بنجاسة ولكن المعتمد الأول.

## شروطه
- أن يكون غسل العضو المريض ضاراً به كزيادة ألم أو تأخر شفاء.
- تعميم الجبيرة بالمسح بأن يغسل الجسم السليم من العضو ثم يمسح عن الجزء المريض جميعه.

## الفرق بين المسح على الخفين والمسح على الجبيرة
- يجب مسح جميعها لأنه مسح للضرورة أشبه بالتيمم، ولأن استيعابها بالمسح لا يضر بخلاف الخف.
- لا تحدد مدة للمسح لأنه جاز بالضرورة فيبقى ببقائه.
- أنها تجوز بالطهارة الكبرى، لأنه مسح أجيز للضرورة.
- تقدم الطهارة لها، فيها روايتان: إحداهما: يشترط تقدم الطهارة، والثانية: لا يشترط.
- وضع الجبيرة مخصوص بحال الضرورة، أما الخفان فيلبسان بضرورة أو بغير ضرورة.

مسألة في كيفية طهارة لابس الجبيرة إن كانت في رأسه:
1. إن عمت الجراحة كل الرأس: مسح على العصابة التي عليها وعممها بالمسح، وتيمم إن شدها على غير طهارة.
2. إن لم تعم الجراحة الرأس: مسح على الصحيح من الرأس وأكمل على العصابة، لأنها تنوب عن الرأس في المريض.

## هوامش